# Amegilla terminata
Amegilla terminata là một loài Hymenoptera trong họ Apidae. Loài này được Smith mô tả khoa học năm 1879.
Loài này phân bố ở Zimbabwe.